# 孫魯
孫魯（？—？），字岱東，中國清朝官員，河南陽武人（一說祥符人），監生出身。
曾署台灣府海防捕盜同知，兼攝台灣縣知縣事。康熙六十一年（1722年）改任諸羅縣知縣。雍正四年（1726年）升台灣府知府，同年兼署彰化縣事。翌年，閩浙總督高其倬參奏，指陳孫魯「雖廉謹有餘，而才具似覺不足，於海外之郡不甚相宜」，之後，奉旨調離台灣，並於雍正九年（1731年），再任泉州府知府。

## 外部連結
- （页面存档备份，存于）彰化知縣（二）孫魯 1725-1726（页面存档备份，存于）

| 官衔          | 官衔                                        | 官衔          |
| ------------- | ------------------------------------------- | ------------- |
| 前任： 王禮   | 臺灣府海防捕盜同知 康熙六十年（1721年）署   | 繼任： 楊毓健 |
| 前任： 吳觀域 | 臺灣府臺灣縣知縣 康熙六十年（1721年）兼攝   | 繼任： 周鍾瑄 |
| 前任： 汪紳文 | 臺灣府諸羅縣知縣 康熙六十一年（1722年）上任 | 繼任： 劉良璧 |
| 前任： 范廷謀 | 臺灣府知府 雍正四年（1726年）上任           | 繼任： 俞存仁 |
| 前任： 談經正 | 臺灣府彰化縣知縣 雍正四年（1726年）署       | 繼任： 張縞   |
| 前任： 王士任 | 汀州府知府 雍正八年－九年 （1730－1731年）  | 繼任： 張良弼 |
| 前任： 郭朝鼎 | 泉州府知府 雍正九年－十年 （1731－1732年）  | 繼任： 叶祖烈 |